# Барашков Володимир Павлович
Володимир Павлович Барашков (рос. Владимир Павлович Барашков; нар. 7 січня 1924, Москва) — радянський суддя з футболу та хокею з м'ячем. Суддя всесоюзної категорії (1952). Провів 113 ігор вищої ліги СРСР з футболу (1950—1969).

## Життєпис
Після того як загинув батько, юний Володимир Барашков змушений був шукати роботу — вчився на фрезерувальника, в роки війни працював на авіазаводі в Москві. Працював направником верстатів, потім майстром слюсарсько-складальної ділянки, що дозволило уникнути призову до війська.
Грав у футбол за команду заводу та «Буревісник» (Москва). Рано розпочав кар'єру арбітра, в 20-річному віці обслуговував ігри першості Москви, а 1950 року почав судити ігри найвищого дивізіону радянського футболу — класу «А». Також обслуговував ігри з хокею з м'ячем, а коли 1953 року секції футболу та хокею з м'ячем розділилися, то вибрав футбол. 19 років був головним арбітром у класі «А», провів 113 поєдинків. Відсудив 10 товариських міжнародних матчів на території СРСР, але за кордон влада не наважувалася випускати суддю — на заводі він працював у відділі технічного контролю і мав першу форму допуску до таємної документації.
Після війни продовжував працювати на заводах авіаційної промисловості, у 1960-х став начальником інструментального цеху НДІ авіаційної промисловості. 26 червня 1969 року внаслідок вибуху ванни в НДІ авіапромисловості Барашков отримав сильні опіки і повністю втратив зір. Після п'яти років лікування та операцій зір вдалося відновити.
У 1975—1977 і 1987 роках очолював президію Всесоюзкої колегії суддів, потім керував суддівськими колегіями ВДФСТ профспілок та Асоціації футболу інвалідів.